# ماريكو تاكاهاشي (مغنية)
ماريكو تاكاهاشي (باليابانية: 高橋真梨子؛ بالكانا: たかはし まりこ) هي مغنية وشاعرة يابانية، ولدت في 6 مارس 1949.

## وصلات خارجية
- الموقع الرسمي
- ماريكو تاكاهاشي على موقع ميوزك برينز (الإنجليزية)
- ماريكو تاكاهاشي على موقع ديسكوغز (الإنجليزية)